# Landsret
L'Alta Corte della Groenlandia (in groenlandese Kalaallit Nunaanni Eqqartuussisuuneqarfik, in danese Landseret) è l'alta corte della Groenlandia. Situata nella capitale Nuuk, esiste accanto ai tribunali di altri 18 magistrati, i quali ascoltano cause civili e penali minori, e ha autorità suprema e di ultima istanza, all’interno della giurisdizione dell’isola, sulla maggior parte dei casi.
Per via della sua suprema rilevanza, in determinate circostanze l'Alta Corte può assumere l'udienza di un caso se si dispone che esso richieda un esame legale speciale e, qualora una decisione presa da un tribunale inferiore sia disputata, essa può essere impugnata presso l'alta corte. Quest’ultima, tuttavia, è di rango inferiore rispetto alla Corte suprema danese, in quanto alta corte di una nazione costitutiva del Regno di Danimarca, da cui il diritto attinge la maggior parte delle fonti non delegate alle autorità locali, secondo quanto stabilito dall’ “Home Rule Act (1979)”, approvato dal Parlamento Danese.
La Corte è stata istituita dalla Legge N.271 del 14 giugno 1951 sull’ “Amministrazione della giustizia in Groenlandia”, entrata in vigore il 1º dicembre dello stesso anno.

## Procedura e riforma del 2010
Il Tribunale è composto da un giudice statale, ma nelle cause ascoltate dalla Corte in Groenlandia in primo grado, devono partecipare tre giudici. In questi casi, infatti, il giudice statale dell'Alta corte della Groenlandia è affiancato da due assessori.
Fino all'entrata in vigore del nuovo codice di procedura giudiziaria per la Groenlandia nel 2010, l'Alta corte della Groenlandia ha esaminato una serie di casi in primo grado. Le cause decise dall'Alta Corte della Groenlandia in prima istanza potevano essere portate liberamente dinanzi all'Alta Corte orientale in seconda istanza. Con la riforma, questi casi sono stati trasferiti alla Corte di nuova costituzione in Groenlandia, per la quale l'Alta Corte della Groenlandia è diventata una corte d'appello.

## Storia
Nel periodo coloniale della Groenlandia, il sistema giuridico era ancora coloniale, con il “Forstanderskaber” che era responsabile della giurisprudenza. Dopo che un groenlandese uccise il suo neonato nel 1908, la fustigazione, che risale ai primi tempi coloniali, non fu più considerata aggiornata e fu richiesta una riorganizzazione del sistema legale. Con la legge amministrativa del 1908, i consigli comunali introdotti nel 1911 hanno ricevuto il diritto alla giurisprudenza nelle controversie minori. Se il consiglio comunale riteneva però che ci fosse un crimine più grave, il caso veniva alla Corte mista (“Blandet Domstol”), che consisteva nell'ispettore e negli assessori danesi e groenlandesi. L'introduzione di un diritto penale pianificato da Harald Lindow non è mai stata realizzata.
La legge amministrativa del 1925 riorganizzò l'ordinamento giuridico: I due tribunali misti furono aboliti e la giurisprudenza fu consegnata al nuovo Sysselräte, che esisteva in ciascuno dei distretti coloniali della Groenlandia. Landsfoged Jørgen Berthelsen pianificò di nuovo l'introduzione di un diritto penale, che ancora una volta non fu attuato a causa della "mancanza di maturità" della popolazione groenlandese.
Il 14 giugno 1951 fu adottata la legge sull'amministrazione della giustizia in Groenlandia. Essa ha avuto come conseguenza la riorganizzazione della Groenlandia in Landsret di Grønland, costituito da un giudice statale nominato dalla Corte suprema danese e due assessori. Il tribunale regionale sarebbe dovuto fungere da secondo grado per i procedimenti civili sui tribunali inferiori. Nei casi complicati e nei procedimenti penali, il tribunale regionale avrebbe dovuto svolgere l’udienza di primo grado e, in questi casi, l'Østre Landsret sarebbe potuto essere usato come seconda istanza in Danimarca. Solo con il permesso del Ministro della Giustizia danese, però, l'Højesteret poteva essere usato come terza istanza. Poco dopo, anche la Groenlandia ha ricevuto un diritto penale.
I settori dell'amministrazione della giustizia e del diritto penale sono ancora di competenza del Ministero della Giustizia danese, ma possono essere acquisiti dalla Groenlandia a seguito della “Legge Selvstyre” del 2009.